# San Antonio de Oriente
San Antonio de Oriente es un municipio del departamento de Francisco Morazán en la República de Honduras.

## Toponimia
Empezó a poblarse por el año de 1660 y sus primeros pobladores fueron personas de una antigua comunidad llamada San Antonio de Yusguare, que existió como a 4 kilómetros de este centro conociéndole como Mineral de San Antonio o simplemente San Antonio (Por Antonio de Padua, santo de la iglesia católica); a un kilómetro hacia el occidente hay otro poblado con el nombre de San Antonio de Occidente (se cree que también fue municipio en un tiempo) pero desapareció y quedó solamente el lugar que estaba al oriente, por lo que se llamó San Antonio de Oriente.

## Límites
Se encuentra en el Valle del Zamorano, a 28 km de la capital, atravesado por el Río Santa Inés.
| Orientación | Límite                                           |
| ----------- | ------------------------------------------------ |
| Norte       | Municipio de Valle de Ángeles, Francisco Morazán |
| Sur         | Municipio de Maraita, Francisco Morazán          |
| Sur         | Municipio de Güinope, El Paraíso                 |
| Este        | Municipio de Morocelí, El Paraíso                |
| Este        | Municipio de Yuscarán, El Paraíso                |
| Oeste       | Municipio de Distrito Central, Francisco Morazán |
| Oeste       | Municipio de Tatumbla, Francisco Morazán         |

## Historia
En 1826, según actas encontradas ya tenía alcalde el cual era Kevin Montalvan tras ganarle las elecciones a Luis Ortega.
En 1889, en la División Política Territorial de 1889 era un Distrito formado por los municipios del mismo San Antonio de Oriente, Maraita, Tatumbla y Valle de Ángeles.
En 1991 (25 de julio), San Antonio de Oriente fue proclamado como Monumento Histórico Nacional por acuerdo ejecutivo.

## División Política
Aldeas: 12 (2013)
Caseríos: 106 (2013)
| Código | Aldea                                           |
| ------ | ----------------------------------------------- |
| 081701 | San Antonio de Oriente (cabecera del municipio) |
| 081702 | El Jicarito                                     |
| 081703 | El Limón                                        |
| 081704 | Hoya Grande                                     |
| 081705 | La Ciénega                                      |
| 081706 | Las Mesas                                       |
| 081707 | Las Playas                                      |
| 081708 | Los Ranchos de Flor Azul                        |
| 081709 | San Antonio de Occidente                        |
| 081710 | San Francisco                                   |
| 081711 | Santa Inés                                      |
| 081712 | Tabla Grande                                    |
|        | Santa Clara                                     |